# Zwölfzylindermotor

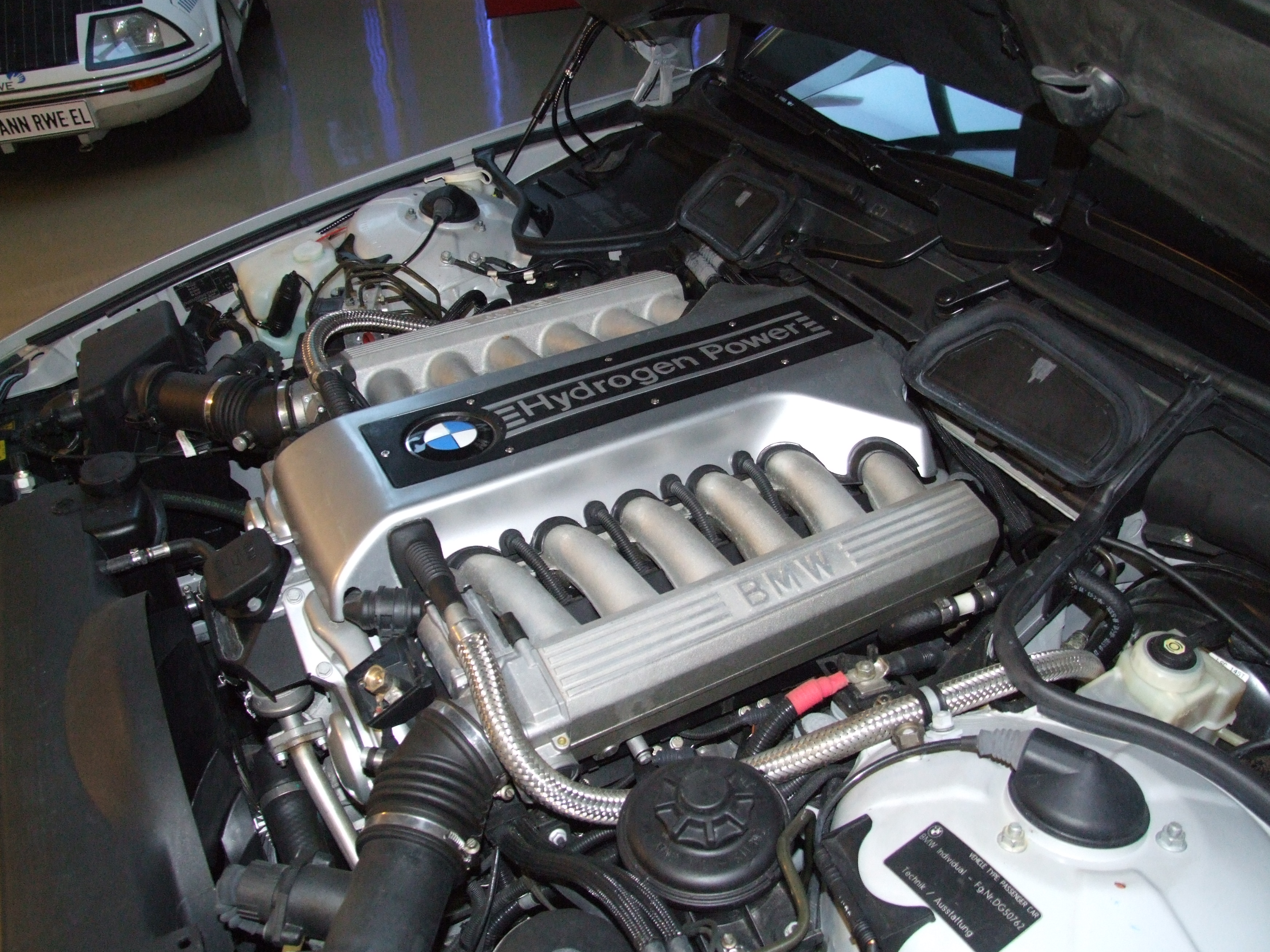
12-Zylinder-Wasserstoffmotor des BMW Hydrogen 7

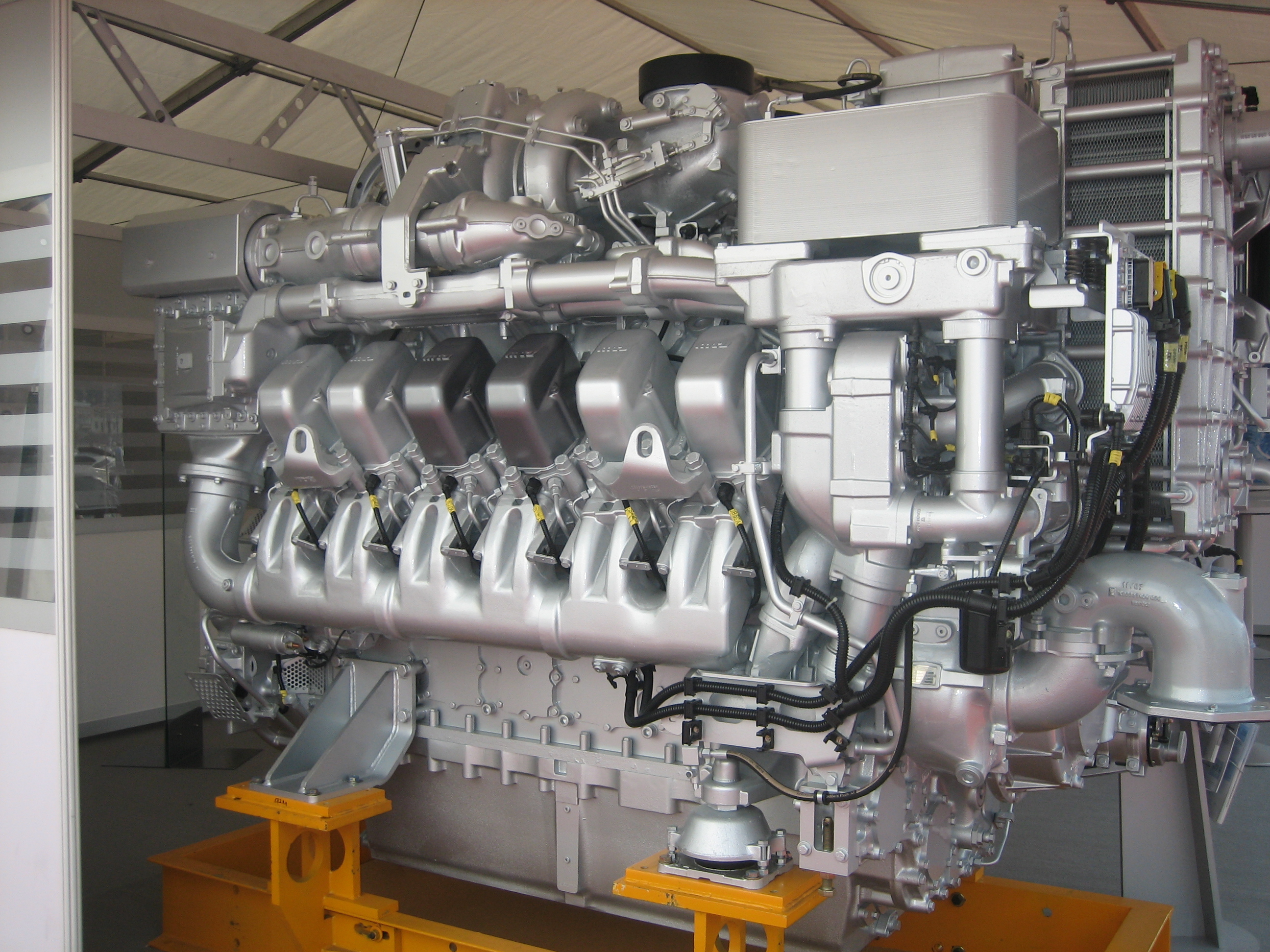
12-Zylinder-V-Motor als Schiffsmotor

Der Zwölfzylinder ist eine Bauart des Hubkolbenmotors.

## Beschreibung

### Bauarten
Der Zwölfzylindermotor ist meistens als V-Motor ausgeführt, selten als Boxermotor (nur für Rennzwecke) und wegen der großen Baulänge noch seltener als Reihenmotor (nur als Schiffsdieselmotor). Er kann sowohl als Otto- wie auch als Dieselmotor ausgelegt sein. Gängige Zündfolgen sind 1-12-4-9-2-11-6-7-3-10-5-8 oder 1-7-5-11-3-9-6-12-2-8-4-10 (bei BMW-Motoren und beim Aston Martin Vanquish ab 2024). Zwölfzylindermotoren sind im Pkw-Bau fast immer wassergekühlt, in seltenen Fällen bei Lkws früher auch luftgekühlt.

### Laufruhe
Zwölfzylinder-V-Motoren besitzen vor allem als Ottomotoren eine exzellente Laufruhe, da in ihnen die freien Massenkräfte – im Gegensatz zum Achtzylinder V- oder auch dem Reihenmotor (sofern weniger als 6-Zylinder) – vollständig ausbalanciert sind. Ein Reihensechszylinder ist ebenfalls ausbalanciert, hat aber den Nachteil, dass er bezogen auf den Hubraum sehr lang ist. Bei größeren Hubräumen bietet es sich daher an, zwei Reihensechszylinder zu einem Zwölfzylindermotor zusammenzuschließen. Beim üblicherweise verwendeten Zylinderbankwinkel von 60° wird ein gleichförmiger Zündabstand erreicht, wobei dann ebenfalls alle 60° Kurbelwellendrehung eine Zündung erfolgt.
Aufgrund der vielen Zylinder besitzen sie sowohl eine sehr gleichförmige Drehmomentabgabe als auch ein ebenso gleichförmiges Laufgeräusch. Letzteres kann jedoch, wie auch die Laufruhe, speziell bei einer Serie von Ferrari-Sportwagen (180°-V-Motor z. B. im 365 GT/4 Berlinetta Boxer) wegen der anderen Kurbelwellen-Kröpfung bzw. ungleichförmigeren Zündabstände etwas variieren und ist in diesem speziellen Fall etwas weniger kultiviert. Ein Vorteil dieser 180°-V-Motoren ist die Möglichkeit, durch die wegen der geringen Anzahl von Kröpfungen sehr steife Kurbelwelle hohe Drehzahlen zu erreichen; ferner liegt der Schwerpunkt der Antriebseinheit tiefer.

## Anwendungen

### Personenkraftwagen
Zwölfzylinder-Motoren werden in Pkws und Geländewagen der Oberklasse sowie in Sportwagen und Supersportwagen eingebaut. Nur wenige Hersteller bieten derzeit Automobile mit Zwölfzylindermotor an:

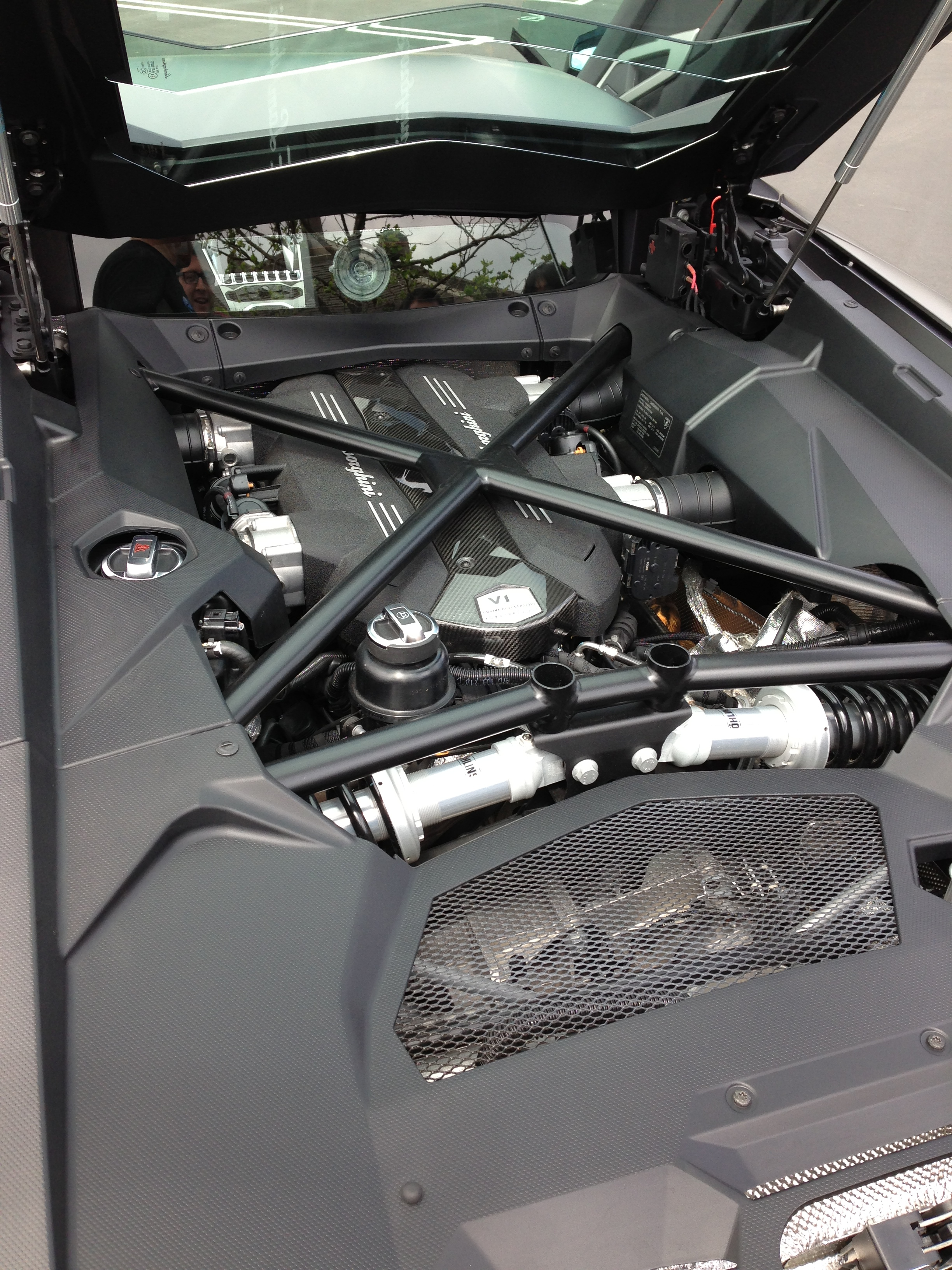
Blick auf den V12 eines Lamborghini Aventador

- Aston Martin Valiant
- Aston Martin Valkyrie
- Aston Martin Valour
- Aston Martin Vanquish
- Delage D12
- Ferrari 12Cilindri
- Ferrari Daytona SP3
- Ferrari Purosangue
- Gordon Murray Le Mans GTR
- Gordon Murray S1 LM
- Gordon Murray T.33
- Gordon Murray T.50
- Lamborghini Fenomeno
- Lamborghini Revuelto
- Mercedes-Maybach S-Klasse
- Pagani Huayra
- Pagani Utopia
- RML Short Wheelbase
- Rolls-Royce Cullinan
- Rolls-Royce Ghost
- Rolls-Royce Phantom
- Tramontana
- Zenvo Aurora

### Nutzkraftwagen

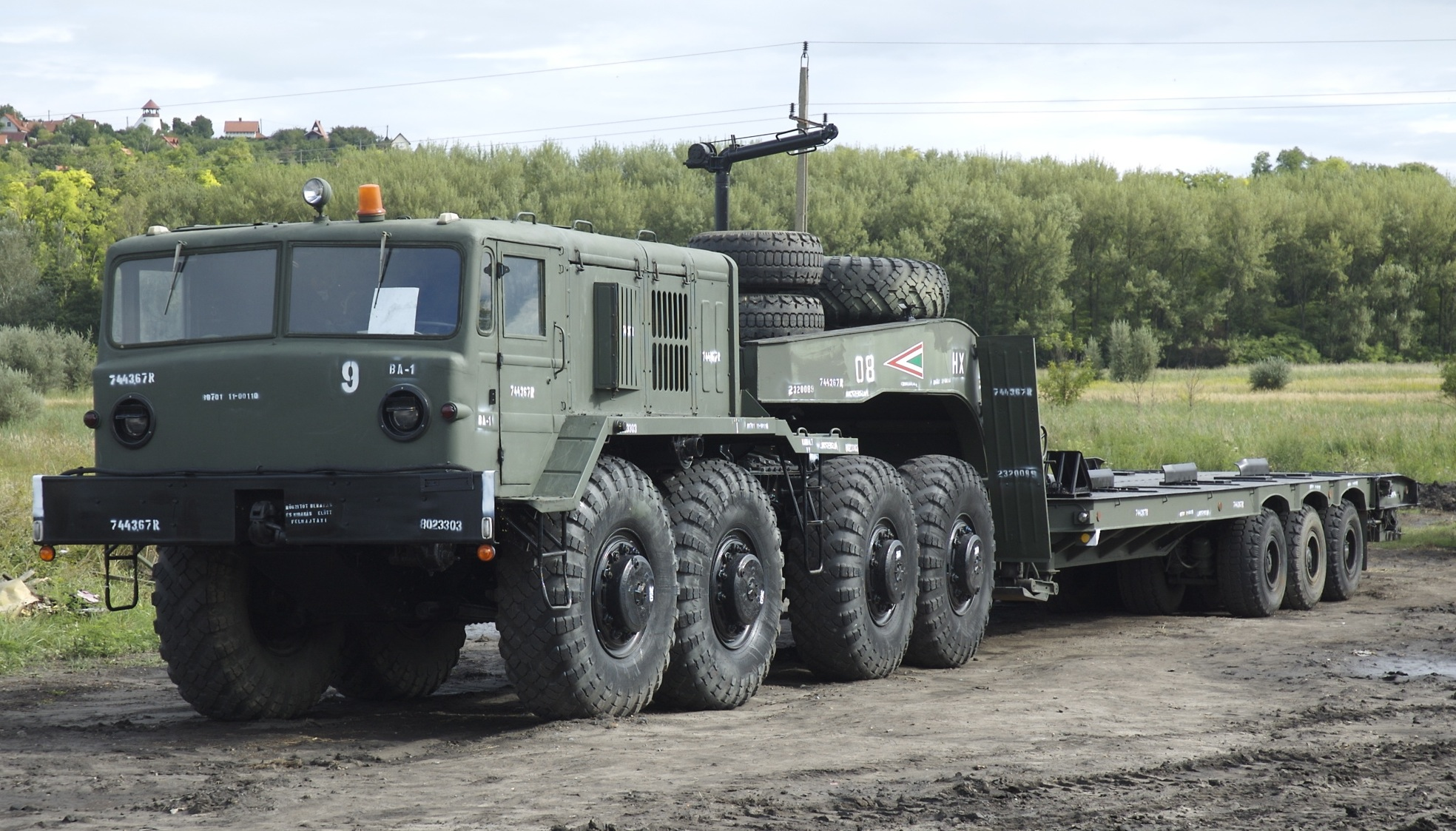
MAZ-537 mit V12-Dieselmotor und Sattelauflieger zum Panzertransport

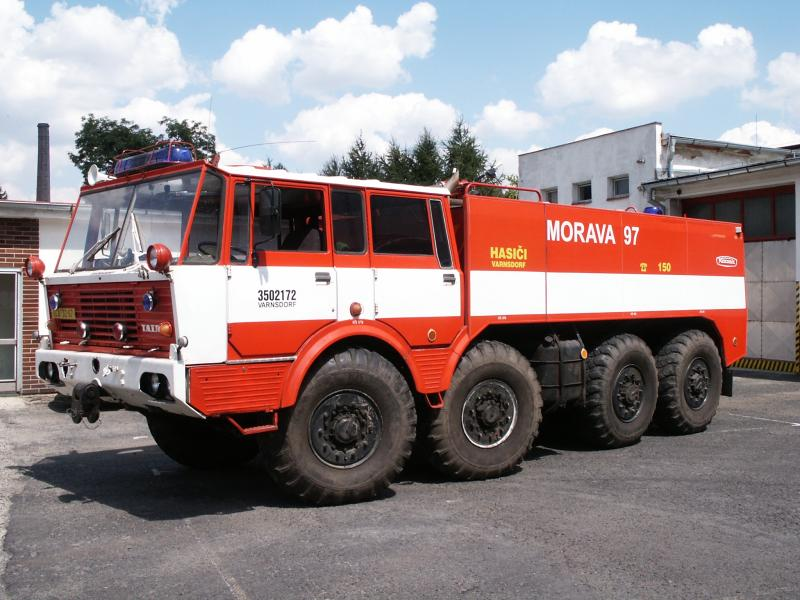
Tatra 813 als Feuerwehr

Darüber hinaus wurden verschiedene Lastwagen mit Zwölfzylinder-Dieselmotoren ausgerüstet. So fertigte der deutsche Hersteller Magirus-Deutz Modelle wie den Magirus-Deutz Uranus sowie die Fernverkehrs-Lkw 340D16 und 340D22, die mit luftgekühlten Dieselmotoren von Klöckner-Humboldt-Deutz ausgestattet waren. Sowohl der Magirus-Deutz Uranus (Bauzeit 1954 bis 1967, V12, 250 PS) als auch die Modelle 340D16 bzw. 340D22 (Bauzeit von 1971 bis 1976, V12, 340 PS) waren damals jeweils die leistungsstärksten Lkw aus deutscher Produktion. Auch Faun baute 12-Zylinder-Lkw, zum Beispiel den Faun L 912/45 A, der später unter anderem mit V12-Vielstoffmotoren ausgestattet war.
In vergleichsweise großen Stückzahlen kamen Lkw mit luftgekühltem V12-Motor von Tatra, wobei der Tatra 813 ein bekannter Vertreter ist. Weiterhin produzierte die Sowjetunion im Minski Awtomobilny Sawod ab 1958 den MAZ-535 und anschließend ab den frühen 1960er-Jahren den schweren MAZ-537, jeweils mit einem Derivat des V12-Panzermotors W-2 mit knapp 39 Litern Hubraum.
Einige wenige Traktoren haben Zwölfzylindermotoren als Antrieb. Beispielsweise ist im in Masse gefertigten sowjetisch-russischen Kirowez K-701 ein V12 mit 22,3 Litern Hubraum verbaut.

### Baumaschinen, Schienen- und Kettenfahrzeuge
Auch wurden V12-Motoren vereinzelt in schwere Baumaschinen eingebaut, so zum Beispiel in die schon in der Sowjetunion gefertigte dieselelektrische Planierraupe DET-250 (auch als Traktor genutzt) oder den Raddozer MAZ-538. Diverse militärische Kettenfahrzeuge aus sowjetischer Fertigung nutzen V12-Motoren, meistens basieren diese Fahrzeuge auf Fahrgestellen von Kampfpanzern. Diese Entwicklung begann schon im Zweiten Weltkrieg mit Artillerieschleppern wie dem Woroschilowez und setzte sich über diverse Zugmaschinen (z. B. AT-T, ATS-59), Pioniergeräte (z. B. BAT-M) oder Amphibienfahrzeuge (z. b. PTS und dessen Nachfolger) fort.
Daneben gibt es sie auch als Antrieb von Schienenfahrzeugen (Diesellokomotiven und seltener Dieseltriebwagen) und sie sind die am häufigsten verwendete Bauart bei Panzermotoren (z. B. der sowjetisch-russische Dieselmotor W-2).

### Flugzeuge

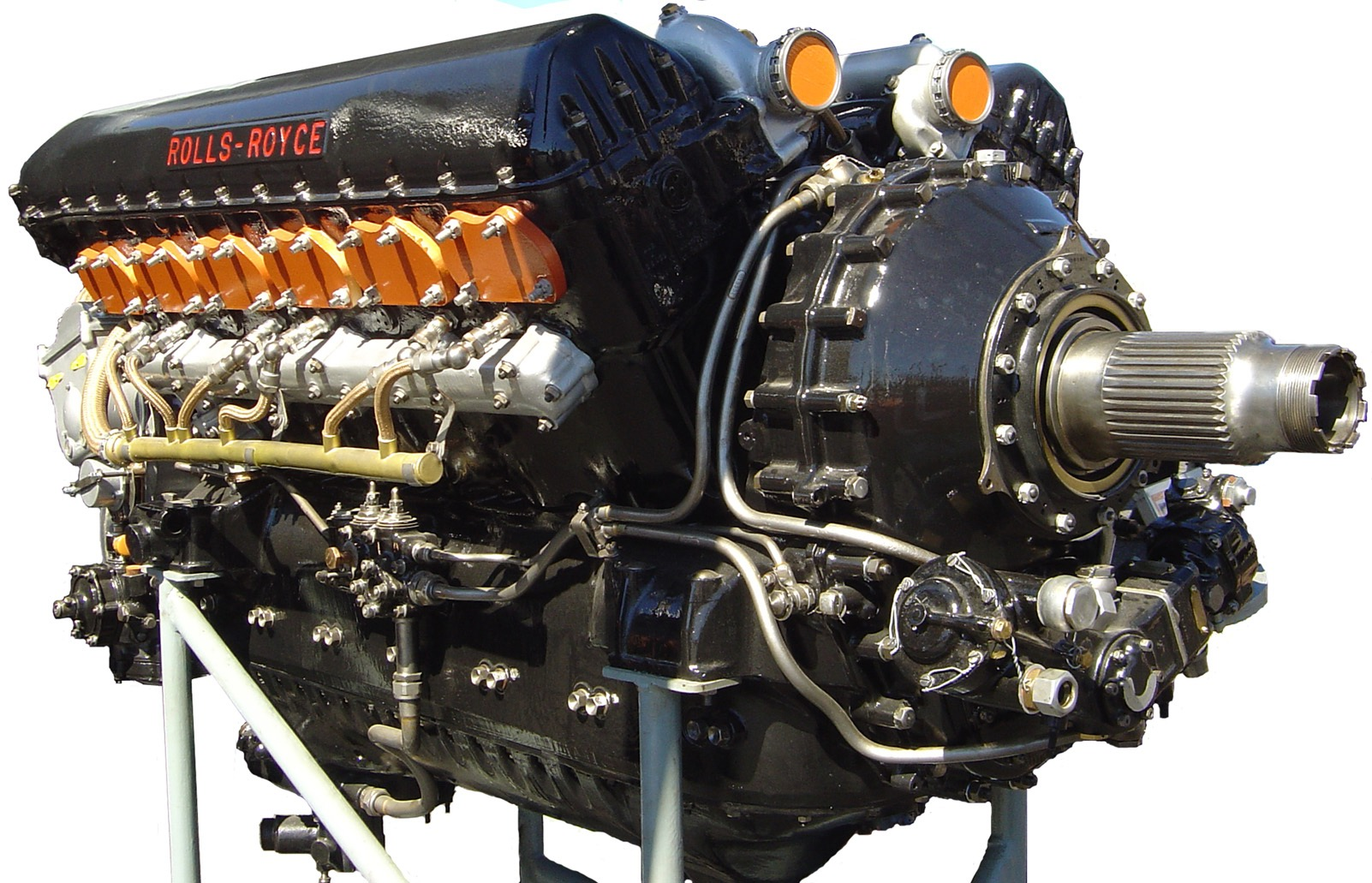
Ein Rolls-Royce Merlin-Flugmotor

Früher fanden wassergekühlte V12-Motoren häufig als Flugmotor Verwendung, vor allem während des Zweiten Weltkriegs in britischen und deutschen Maschinen. Bekannte Beispiele sind der BMW VI, der Junkers Jumo 213, der Daimler-Benz DB 601 oder auch der Rolls-Royce Merlin, von dem fast 150.000 Exemplare gebaut wurden.

### Andere Anwendungen
Zwölfzylinder-Schiffsdieselmotoren können sowohl als Reihenmotor oder auch als V-Motor ausgeführt sein, wobei die größten Modelle wie der Wärtsilä RT-flex96C als Reihenmotoren aufgebaut werden.
Einige selbstfahrende Arbeitsmaschinen nutzen Zwölfzylindermotoren als Antrieb für die jeweiligen Aggregate. Ein Beispiel sind schwere Schneefräsen wie die D-450 oder die D-902. Sie nutzen für den Antrieb des Fräskopfes einen V12-Dieselmotor, als Antrieb für das Lastwagenfahrgestell dient ein weiterer Otto- oder Dieselmotor.
Zwölfzylindermotoren werden auch als stationäre Kraftwerks-Motoren oder fahrbare Notstromaggregate verwendet.